# Oßling
Oßling (hornolužickosrbsky Wóslink) je obec v Horní Lužici v německé spolkové zemi Sasko. Nachází se v zemském okrese Budyšín a má přibližně 2 200 obyvatel.

## Historie
První písemná zmínka o vsi pochází z let 1374–1382, kdy je zmiňována jako Ossilink. Roku 1994 se k Oßlingu připojily do té doby samostatné obce Skaska-Döbra, Lieske, Milstrich a vesnice Liebegast (do té doby místní část obce Sollschwitz) a v roce 1996 obec Weißig.

## Přírodní poměry
Oßling leží v zemském okrese Budyšín v Horní Lužici mezi velkými okresními městy Kamenz a Hoyerswerda. Nejvýznamnějším vodním tokem je Schwarze Elster. Kromě této řeky se na území obce nachází množství rybníků, které zasahují do přírodní rezervace Teichgebiet Biehla-Weißig. Nejvyšším vrcholem obce je Windmühlenberg (188 m). Severní částí obce prochází železniční vlečka ke kamenolomu.

## Správní členění
Oßling se dělí na 9 místních částí:
- Döbra (Debricy)
- Liebegast (Lubhozdź)
- Lieske (Lěska)
- Milstrich (Jitro)
- Oßling (Wóslink)
- Scheckthal (Pisany doł)
- Skaska (Skaskow)
- Trado (Tradow)
- Weißig (Wysoka)

## Obyvatelstvo
Ještě na konci 19. století převažovala v Oßlingu jako hlavní řeč hornolužická srbština, která se však postupně během 20. století vytrácela. K lužickosrbské oblasti osídlení tak patří již jen místní část Milstrich.

## Pamětihodnosti
- evangelicko-luterský kostel z roku 1805 v Oßlingu
- katolická kaple v Oßlingu
- zámek Weißig z roku 1908

## Osobnosti
- Jaroměr Hendrich Imiš (1819–1897), evangelický farář
- Bjarnat Krawc (1861–1948), hudební skladatel
- Henry Nitzsche (* 1959), politik, někdejší starosta Oßlingu